# Cues de jonc
Els cues de jonc o faetons (Phaethonidae) són una família d'ocells, tradicionalment situats als pelicaniformes, però actualment ubicats a un ordre propi, Phaethontiformes, formada per tres espècies englobades en un únic gènere: Phaeton. Els noms científics deriven del grec antic phaethon, "sol". Les diferents espècies també reben el nom de cuajoncs. Tenen predominantment plomatge blanc amb plomes de cua allargades i potes i peus febles.

## Taxonomia, sistemàtica i evolució
El gènere Phaethon va ser introduït el 1758 pel naturalista suec Carl Linnaeus a la desena edició del seu Systema Naturae. El nom prové del grec antic phaethōn que significa "sol". L'espècie tipus va ser designada com a cua de jonc bec-roig (Phaethon aethereus) per George Robert Gray el 1840.
Els ocells tròpics s'agrupaven tradicionalment en l'ordre dels pelicaniformes, que contenien els pelicans, corbs marins, anhíngids, mascarells i fregates; a la taxonomia de Sibley-Ahlquist, els pelicaniformes es van unir amb altres grups en un gran "Ciconiformes". Més recentment, s'ha trobat que aquesta agrupació és massivament parafilètica (falten parents més propers dels seus grups llunyans) i es torna a dividir.
L'anàlisi microscòpica de l'estructura de la closca d'ou realitzada per Konstantin Mikhailov l'any 1995 va trobar que les closques d'ou dels ocells tròpics no tenien la coberta de material microglobular gruixut d'altres Pelicaniformes. L'article de 2014 de Jarvis, et al. "Whole-genome analyses resolve early branches in the tree of life of modern birds" (Les anàlisis del genoma complet resolen les primeres branques de l'arbre de la vida dels ocells moderns) alinea els ocells tròpics més a prop de l'ocell sol i el kagú dels Euripigiformes, amb aquests dos clades que formen el grup germà dels "ocells aquàtics bàsics", els Aequornithes.
- Família Phaethontidae Brandt 1840
  - Gènere †Proplegadis Harrison & Walker 1971
    - †Proplegadis fisheri Harrison & Walker 1971

  - Gènere †Phaethusavis Bourdon, Amaghzaz & Bouya 2008
    - †Phaethusavis pelagicus Bourdon, Amaghzaz & Bouya 2008

  - Gènere †Heliadornis Olson 1985
    - †H. ashbyi Olson 1985
    - †H. minor Kessler 2009
    - †H. paratethydicus Mlíkovský 1997

  - Gènere Phaethon Linnaeus, 1758
    - Cua de jonc bec-roig (P. aethereus). Es troba a l'Atlàntic tropical, al Pacífic oriental i a l'Índic.
    - Cua de jonc cua-roig (P. rubricauda). Es troba a l'Índic i al Pacífic tropical central i occidental.
    - Cua de jonc becgroc (P. lepturus). Es troba a totes les aigües tropicals, excepte al Pacífic oriental.

El cua de jonc bec-roig és basal dins del gènere. S'estima que la divisió entre el cua de jonc de bec-roig i els altres dos cues de jonc va tenir lloc fa uns sis milions d'anys, i la divisió entre el cua de jonc cua-roig i el cua de jonc becgroc va tenir lloc fa uns quatre milions d'anys.
Phaethusavis i Heliadornis són gèneres prehistòrics de cues de jonc descrits a partir dels fossils.

## Descripció
Les seves dimensions varien entre 76 cm i 102 cm de longitud i 94 cm i 112 cm d'envergadura. El seu plomatge és bàsicament blanc, amb plomes caudals centrals allargades. Les tres espècies presenten diferents combinacions de clapes negres a la cara, el dors i les ales. Els seus becs són grans, potents i lleugerament corbats. Els seus caps són grans i el coll curt i gruixut. Els peus tenen quatre dits i estan totalment membranats. Les potes dels ocells tròpics es troben molt enrere sobre el seu cos, cosa que fa impossible caminar, de manera que només es poden moure per terra empenyent-se cap endavant amb els peus.
La crida dels ocells tròpics és típicament un xiulet o cruixent fort, penetrant, agut, però estrident. Sovint es donen en sèries ràpides quan es troben en un vol d'exhibició a la colònia.